# Стела «Город воинской славы» (Великий Новгород)
Памятник-стела «Город воинской славы» — памятник, созданный в ознаменование присвоения городу Великий Новгород почетного звания Российской Федерации «Город воинской славы». Открыт 8 мая 2010 года.

## История
Важные военно-исторические события, связанные с многовековой новгородской историей, в которых проявилась значительная роль новгородцев в обеспечении обороны страны, отмечены соответствующими государственными наградами: 23 июня 1983 года Указом Президиума Верховного Совета СССР «за успехи, достигнутые трудящимися города в хозяйственном и культурном строительстве, активное участие в борьбе с немецко-фашистскими захватчиками в годы Великой Отечественной войны» Новгород награждён орденом Трудового Красного Знамени, а 28 октября 2008 года издан указ Президента Российской Федерации от № 1533 «О присвоении городу Великому Новгороду почётного звания Российской Федерации „Город воинской славы“». 8 декабря 2008 года в Кремле состоялась церемония вручения грамот о присвоении звания городам, в числе которых был Великий Новгород. 
В соответствии с Указом Президента РФ от 1 декабря 2006 года № 1340, в каждом городе, удостоенном почётного звания «Город воинской славы», устанавливается стела, посвященная этому событию. В рамках открытого Всероссийского конкурса на лучший архитектурно-скульптурный проект стелы, устанавливаемой в городах, которым присвоено почётное звание «Город воинской славы», в 2008 году был выбран проект авторского коллектива в составе: Заслуженный архитектор России, действительный член Международной академии архитектуры И. Н. Воскресенский, архитекторы Г. А. Ишкильдина, В. В. Перфильев, Заслуженный художник России, член-корреспондент Российской академии художеств, скульптор С. А. Щербаков.
После выхода указа Президента Российской Федерации обсуждалось несколько возможных вариантов размещения стелы: возле монумента Победы, у памятника Александру Невскому на Торговой стороне, на площади Строителей, возле «Киноцентра». 5 августа 2009 года градостроительный совет при Администрации Великого Новгорода определил место расположения стелы «Город воинской славы», выбрав сквер у Киноцентра. Как сообщалось на заседании, эта территория исторически связана с героическими подвигами наших предков, и в архитектурном плане подходит для размещения памятной колонны. Здесь часто бывают ветераны и проводят свободное время семьи с детьми.
Был объявлен всенародный сбор средств на строительство и установку стелы в Великом Новгороде. Деньги на специальный счет перечисляли предприятия и организации, новгородцы, ветераны Великой Отечественной войны, жители других городов страны. По данным на 26 апреля 2010, в Фонд перечислено более 6 млн рублей, взносы сделали 200 предприятий, организаций и коллективов, около 7 тысяч физических лиц.
Работы по возведению стелы были начаты в марте 2010 года и завершены в начале мая.
Торжественное открытие памятника состоялось 8 мая 2010 года в Дни празднования 65-летия Великой Победы. В церемонии открытия стелы приняли участие губернатор Новгородской области Сергей Митин, мэр Великого Новгорода Юрий Бобрышев, Архиепископ Новгородский и Старорусский Лев, ветераны Великой Отечественной войны, приглашенные из всех районов области, представители молодёжных организаций, депутаты, историки, участники поискового движения «Долина».
Весной 2011 года были согласованы 16 фор-эскизов и тексты поясняющих надписей под барельефами. Работу по изготовлению барельефов провели новгородские скульпторы Сергей Гаев и Вадим Боровых.
Открытие рельефных панно состоялось 23 сентября 2012 года в рамках Дней празднования 1150-летия Российской государственности.
20 апреля 2011 года поступила в обращение почтовая марка, а 1 октября 2012 года в обращение была выпущена памятная монета «Города воинской славы Великий Новгород» номиналом 10 рублей. Ещё одним символом стал Меч Победы, вручённый Великому Новгороду, как и другим городам воинской славы, 9 июня 2022 года в зале Славы Музея Победы в парке Победы на Поклонной горе в Москве. Изготовленный в Златоусте меч покрыт золотом высшей 999,9 пробы и инкрустирован уральскими самоцветами — гранатами, символизирующими пролитую кровь, и голубыми топазами, которые считаются символом мира. Длина мечей составляет 1,2 метра, вес — более пяти килограммов. На клинке, украшенном растительным орнаментом, высечены знаменитые слова князя Александра Невского: «Кто с мечом к нам придет, тот от меча и погибнет». Ранее, в апреле 2015 года, аналогичные Мечи Победы были переданы на вечное хранение городам-героям.
Площадь со стелой стала местом проведения торжественных мероприятий, в том числе посвящённых Дню города, дням воинской славы России, Дню защитника Отечества и Дню Победы.

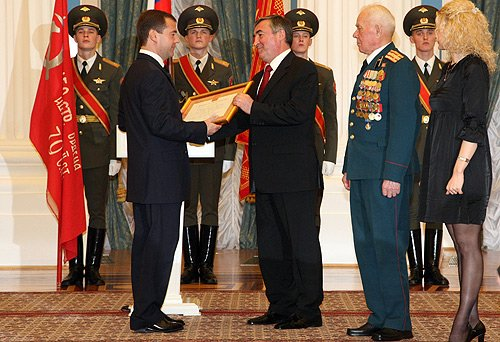
Вручение грамоты о присвоении Великому Новгороду почётного звания
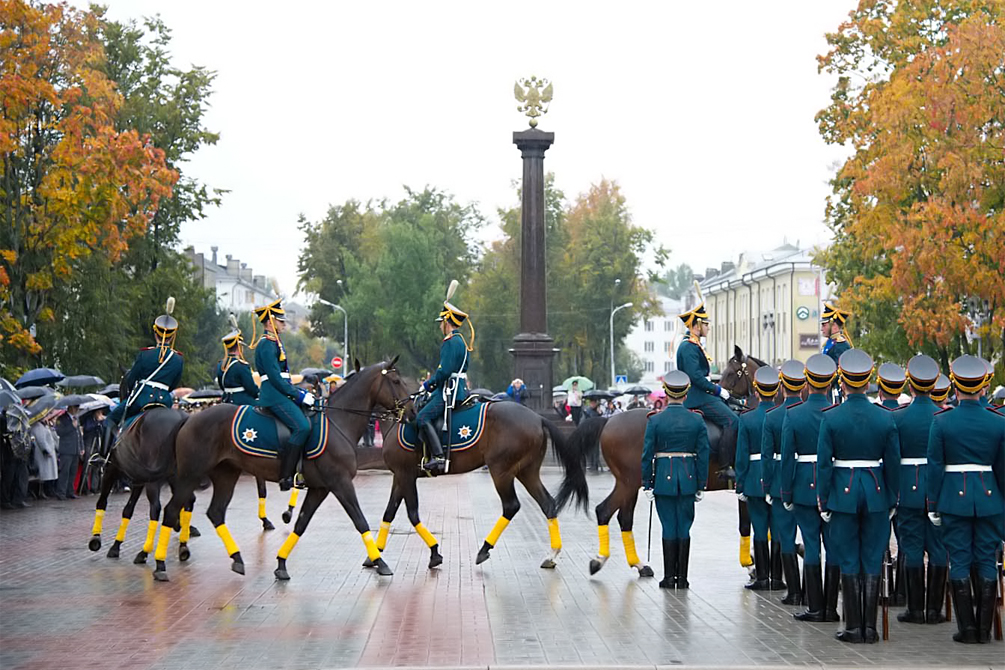
Кавалерийский почётный эскорт Президентского полка
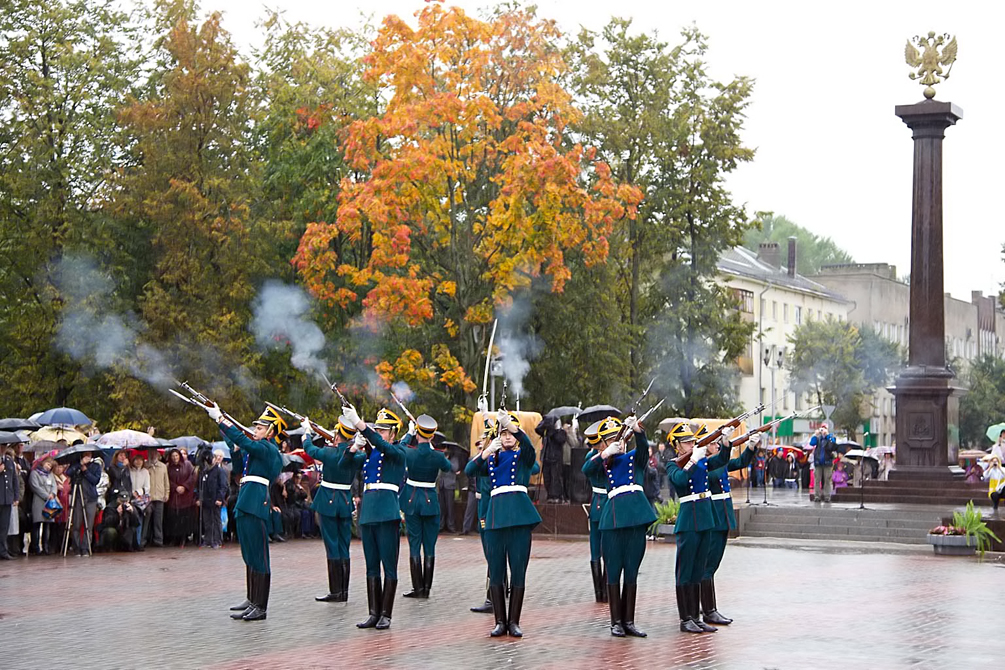
Рота специального караула Президентского полка на открытии барельефов на стеле Воинской славы
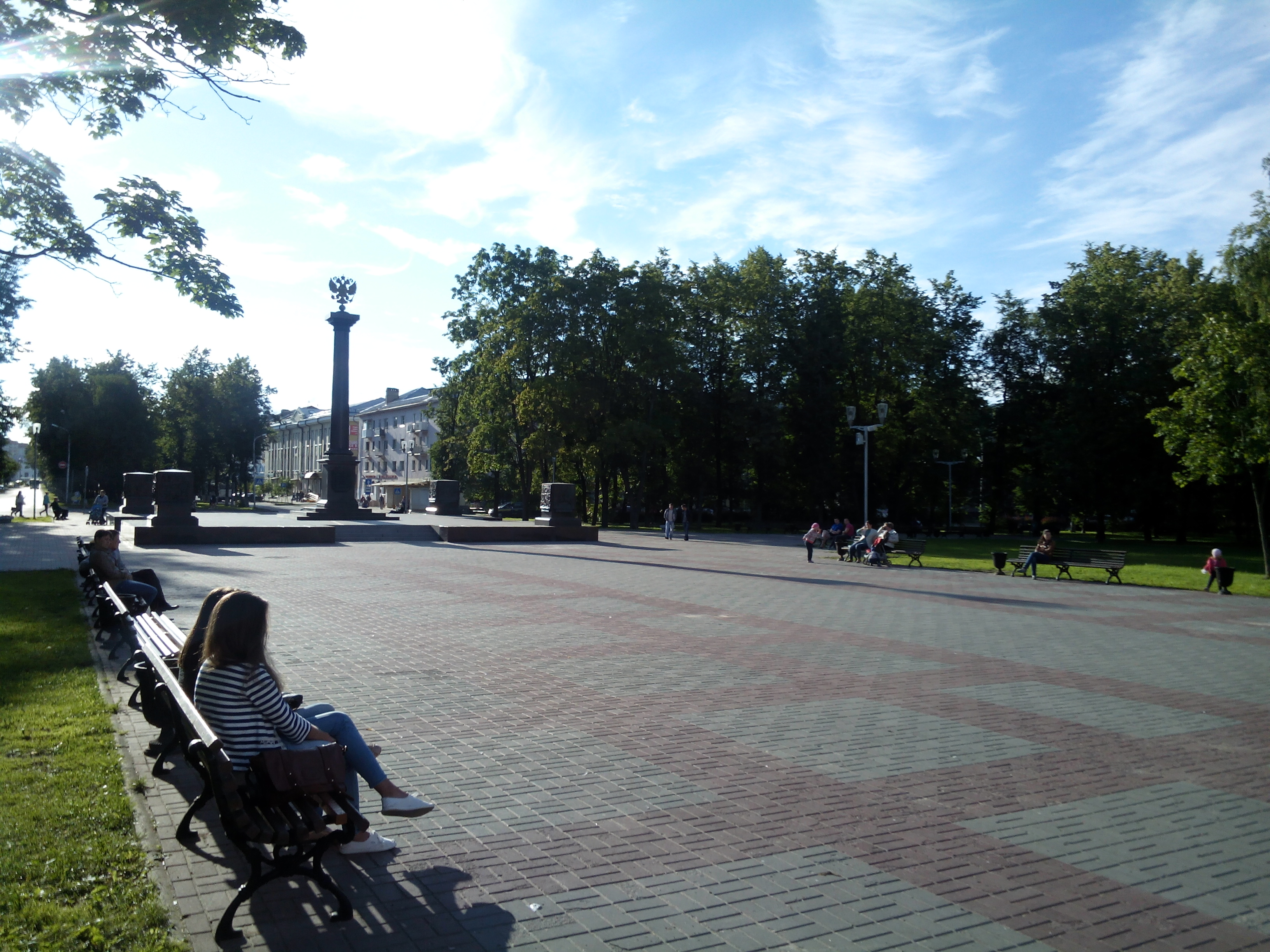
Общий вид площади со стелой
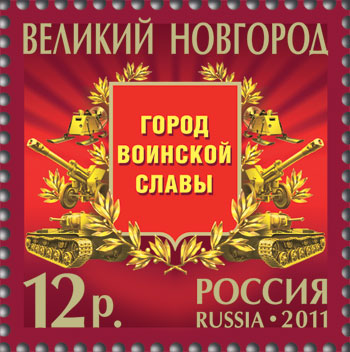
Почтовая марка, посвящённая городу воинской славы
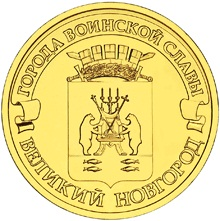
Изображение герба города воинской славы на монете в 10 рублей
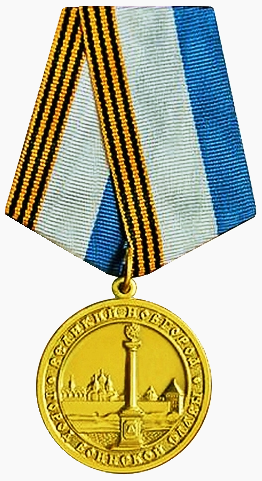
Изображение стелы на памятной медали, учреждённой Новгородской городской организацией ветеранов

## Описание
Памятная стела представляет собой гранитную колонну дорического ордера, увенчанную гербом России и установленную на постаменте в центре квадратной площади. Каждая сторона квадратной площади равна 17 м. На передней части постамента расположен картуш с текстом указа Президента о присвоении Великому Новгороду звания «Город воинской славы», с обратной стороны постамента — картуш с изображением герба Великого Новгорода. Высота стелы — 10,35 м, диаметр — 0,85 м.
По углам площади установлены четыре мини-стелы со скульптурными барельефами. В основе художественного воплощения рельеф-панно исторические материалы. Сложные многофигурные композиции сочетают в себе элементы, выполненные в виде барельефа и горельефа, насыщены изображениями фигур людей и животных, геральдическими элементами и имеют текстовые вставки.
Барельефы по тематике разбиты на четыре исторических периода воинской славы Великого Новгорода: Древняя Русь (до 1478 г.), Московское царство (1492—1721), Российская империя (1721−1917), Новейшая история (события с 1917 г.). Размер одного рельеф-панно, отлитого в бронзе, составляет 1,0 × 1,0 м, толщина от 2 до 8 см, вес — около 130 кг. Высота каждой мини-стелы — 2 м, ширина — 1,2 м.
| - Древняя Русь - 1016-1019 гг. Походы Ярослава Мудрого во имя единства Руси - 1170 г. Отражение новгородцами владимиро-суздальских войск - 1238 г. Защита Новгородской земли от монгольского нашествия. Героическая оборона Торжка - 1242 г. Разгром Александром Невским немецких рыцарей на Чудском озере |
| - Московское царство - 1609-1610 гг. Поход ополчения под началом М. В. Скопина-Шуйского на помощь осажденной Москве - 1611 г. Оборона Новгорода от шведов. Подвиг протопопа Амоса, «детей его и людей» - 1700 г. Укрепление обороны Новгорода в начале Северной войны под руководством Петра I и митрополита Иова - 1709 г. Героизм новгородских полков в сражении под Полтавой                                                 |
| - Российская империя - 1797-1799 гг. А. В. Суворов на Новгородской земле перед альпийским походом - 1812 г. Доблестное новгородское ополчение в сражениях Отечественной войны - 1877-1878 гг. Подвиги лейб-гвардии Драгунского полка в русско-турецкой войне - 1904-1905 гг. Русско-японская война. 1914-1918 гг. Первая мировая война. Боевые заслуги воинских частей из Новгородской губернии                                 |
| - Новейшая история - 1941 г., август. Подвиг Александра Панкратова. В боях за Новгород он первым в истории войны закрыл собой вражеский пулемет - 1941-1944 гг. Партизанская война на оккупированной территории Новгородчины - 1944 г., 20 января. Освобождение Новгорода войсками Красной Армии в ходе Новгородско-Лужской операции - ХХ-начало XXI вв. Выполнение новгородцами воинского долга в локальных военных конфликтах |